# L'Âge de glace
Pour les articles homonymes, voir Âge de glace (homonymie).
Série L'Âge de glace
L'Âge de glace 2
(2006)
Pour plus de détails, voir Fiche technique et Distribution.
L'Âge de glace ou L'ère de glace au Québec (Ice Age) est un film d'animation américain de Chris Wedge et Carlos Saldanha, sorti en 2002.
C'est le premier opus de la série de films L'Âge de glace. Il est suivi par L'Âge de glace 2 en 2006, L'Âge de glace 3 : Le Temps des dinosaures en 2009, L'Âge de glace 4 : La Dérive des continents en 2012, L'Âge de glace 5 : Les Lois de l'Univers en 2016 et L'Âge de glace : Les Aventures de Buck Wild en 2022.
L'histoire se déroule au début d'une ère glaciaire. Un trio peu ordinaire, composé d'un mammouth nommé Manny, d'un paresseux appelé Sid, et d'un tigre à dents de sabre nommé Diego, se retrouve avec un bébé humain. Ils décident de le rendre à ses parents mais l'enfant est celui du chef d'une tribu préhistorique chasseuse de tigres. Diego est chargé par son clan d'attirer Manny et Sid dans un piège pour récupérer l'enfant.

## Synopsis
Le film se déroule au temps préhistorique, au début de « l'ère de glace », il y a 20 000 ans. Un écureuil à dent de sabre nommé Scrat, qui ouvre le film en pleine période glaciaire, est à la recherche d'un endroit où cacher son gland. En l'enfonçant dans le sol, il ouvre une brèche dans un mur de glace qui s'effondre, et en sort vivant en manquant de mourir plusieurs fois pour sauver son gland. Il retrouve son gland, mais se fait piétiner par un troupeau en fuite.
Ce troupeau d'animaux de toutes sortes se déplace vers le sud pour échapper au froid. Parmi eux, un mammouth nommé Manfred, dit Manny, décidé à partir en solitaire, prend la file à contre-sens. Peu de temps après, Sid, un paresseux maladroit incapable de s'occuper de lui-même, se réveille de son arbre, constate avec stupeur qu'il a été abandonné par sa famille partie avec la migration pendant qu'il dormait, et décide de marcher seul.
Mais il est poursuivi par deux rhinocéros en colère pour avoir, après avoir marché sur une crotte, nettoyé ses pattes dans la salade de feuilles fraîches et mangé le pissenlit qu'ils allaient manger. Heureusement pour lui, il tombe sur Manfred, qui lui sauve la vie après un bref combat, ne supportant pas de voir des bêtes non carnivores s'en prendre à une autre bête pour le plaisir. Le voyant comme un protecteur, Sid l'appelle Manny et le suit partout contre son gré.
Près d'un village humain non loin de là, une meute de tigres à dents de sabre, dirigée par Soto et Diego, s'organise. Ceux-ci sont sur le point d'enlever et dévorer le fils nouveau-né du chef du village pour se venger, puisque l'homme a tué plusieurs de leurs compagnons. Pendant ce temps, Manny et Sid s'arrêtent pour la nuit. Tandis que le mammouth réalise son abri pour la nuit, Sid prétend qu'il sait faire du feu.
Mais il ne peut le prouver (sous le regard moqueur de Manny) en raison de la pluie et de la grêle, ce qui n'arrange pas les affaires du paresseux, n'ayant pas d'abri, contrairement à Manny parti dormir. Au même moment, Scrat change de tactique et tente de cacher son gland dans une souche en plein orage, mais il se fait griller par la foudre et laisse tomber son précieux gland.
Le lendemain matin, Diego et les autres membres de la meute attaquent le village. Les tigres le couvrant, Diego parvient à atteindre le fils du chef du village, lorsque sa mère prend le bébé et s'enfuit. Diego la prend en chasse, mais en arrivant à une cascade avec son fils dans les bras, elle n'a pas le choix et s'y jette avec lui. Diego, dépité, en rend compte à Soto, qui lui ordonne de lui rapporter le bébé, vivant, au rocher qu'on appelle le Pic sans Tête, sans quoi il prendra sa place.
En bas de la cascade, Manny et Sid trouvent l'enfant encore en vie, tandis que sa mère, à bout de force, fait confiance à Manny pour prendre soin de son fils puis meurt d'épuisement. Sid veut le ramener aux humains et tente d'escalader la paroi rocheuse de la cascade, tandis que Manny reste à l'écart pour profiter de la scène. Mais Sid laisse accidentellement tomber le bébé et Manny s'apprête à le recevoir, mais Diego saute et l'attrape avec ses dents. Manny le lui ravit et Diego, préférant éviter la confrontation, dit que les humains sont partis et qu'il veut le leur ramener.
Sid et Manny montent jusqu'au village, mais celui-ci est en effet déserté. Après une brève discussion avec Diego, celui-ci ne parvient pas à récupérer l'enfant mais guidera le duo aux humains. Cependant, c'est une occasion pour Diego, qui veut apporter à la fois l'enfant, Manny et Sid à Soto.
Sur le chemin, le bébé pleure beaucoup, et le trio, fatigué, cherche à comprendre pourquoi. Après une dispute, ils comprennent qu'il a faim. Le trio croise une colonie de dodos et essaie de voler leurs trois pastèques, qui étaient les stocks des dodos pour la période glaciaire, et qui seront perdus avec beaucoup de dodos a travers des situations rocambolesques, mais heureusement, Sid parvint à récupérer la dernière.
À la nuit tombée, malgré son statut de héros du jour, il ne parviendra pas à ramener plus à manger, en dehors de la noix de Scrat que ce dernier lui a récupéré in extremis avant qu'il l'avale. Alors qu'ils s'endorment, Diego tente sans succès de s'emparer du bébé et s'en tient au plan initial. Il en informe les autres tigres présents dans les parages.
Le lendemain, Diego est réveillé en sursaut par Manny qui lui demande où est le bébé. Tous deux constatent qu'il est avec Sid. Manny retrouve rapidement le paresseux en charmante compagnie avec deux belles paresseuses et récupère le bébé, ce qui n'arrange pas les affaires de Sid, voulant s'en servir pour se vanter sur sa bravoure. Mais en retournant après des paresseuses, Sid rencontre les rhinocéros qui veulent toujours sa peau, et cette fois se fait passer pour mort en provoquant Diego et amenant celui-ci à le prendre entre ses mâchoires.
Celui-ci manque alors de ne pas laisser passer l'occasion, mais Manny arrive à ce moment-là. Tous les trois reprennent leur route avec le bébé et celle-ci ne manquera pas de distraction aux voyageurs. Au cours du voyage, le trio demande la route à Scrat. Interrogé, il tente d'informer Manny et Sid qu'ils suivent en fait un troupeau de tigres à dents de sabre, celui de Diego, mais ce dernier intervient et l'éjecte avec son gland, qui gèle dans la neige.
Un jour, en approche du Pic sans Tête, Diego en éclaireur voit le groupe d'humain à la recherche du bébé en remontant la piste des tigres. Voulant cacher leur présence, le tigre revient vers Sid et Manny en prétendant avoir trouvé un "raccourci" dans la grotte près d'eux. Bien que réticents, Manny et Sid se retrouvent contraint de prendre le raccourci après une avalanche. Au cours de l'exploration de la grotte où se trouvent diverses espèces congelées dans la glace (ainsi qu'un vaisseau spatial), le bébé prend un toboggan de glace et les trois animaux, horrifiés, sont obligés de le suivre dans la glissade.
Cette longue attraction de toboggan de glace emmène chacun d'entre eux (ainsi que Scrat qui poursuit toujours son gland) à travers des chemins différents avant de se retrouver et d'arriver en bout de piste (pour le plus grand malheur de Scrat qui essayait de récupérer son gland en bout de piste). Ayant apprécié l'attraction sain et sauf, le groupe se remet en route dans la grotte.
Dans une ancienne cave pleine de peintures rupestres, on découvre peinte l'histoire de Manny : il a eu une famille, avec une compagne qu'il aimait et un fils, vivait une vie heureuse. Mais un jour, le petit a involontairement attiré des chasseurs et, malgré l'intervention opportune de Manny, la mère et le fils sont piégés et tués par les hommes et les femmes qui les écrasent avec des rochers. Depuis lors, Manny est connu comme étant "le mammouth solitaire". Après avoir caressé le dessin, il trouve le réconfort auprès du bébé et tous deux s'enlacent. Après cela, tous sortent de la grotte et finalement approchent de leur destination.
Cependant, en vue du Pic sans Tête, un accident se produit : le trio, sans le savoir, passe au-dessus d'une rivière de lave qui fait fondre la glace. De saut en saut, ils se mettent hors de danger mais Diego, à la suite d'un long saut, s'accroche à une extrémité de la glace. Manny se risque dangereusement pour l'atteindre, lui sauve la vie... et prend sa place. Il parvient à ramener Diego, mais n'a pas le temps de s'abriter et est précipité avec un bloc de glace vers une mort certaine.
Mais par miracle, la glace en contact avec une explosion de lave soulève une réaction assez puissante pour éjecter le pachyderme, le portant à la surface en toute sécurité. Après cette mésaventure, le groupe s'arrête près du pic le soir en pleine tempête de neige pour se reposer à l'abri. Après avoir allumé par accident un feu, Sid se prétend "prince des flammes" ce qui amuse l'auditoire. Le trio assiste aux premiers pas du bébé qui vient voir chacun d'entre eux, montrant son attachement envers eux. A ce moment-là, Diego commence à se repentir de ses intentions, d'autant plus que l'enfant semble s'attacher à lui.
Alors que tous les quatre sont endormis, Scrat se rapproche du feu pour décongeler son gland. Mais en essayant de le dégeler rapidement, il le transforme en pop-corn.
Ils ont atteint le Pic sans Tête, et Diego, nerveux, constate que les tigres les ont déjà encerclés. Profitant d'une caverne, il décide de tout révéler à Manny et à Sid. Manny est d'abord furieux contre lui pour sa trahison, mais Diego lui fait comprendre que s'ils ne lui font pas confiance, la meute va les éliminer. Ils inventent un plan, qui consiste à attirer la moitié de la meute sur Sid avec un faux enfant vers Manny. Le plan réussit, mais Soto intervient et coince Manny dans la caverne avec ses sbires. Sid, de son côté, récupère le bébé caché tout en se débarrassant d'un des tigres (Zeke) qui l'a suivi.
Diego se retourne contre Soto et les deux tigres s'engagent dans un duel pendant que les tigres tiennent Manny en respect. Soto, plus fort, sort vainqueur et saute sur Manny, mais Diego s'interpose. Soto s'apprête à l'exécuter, mais Sid revient avec l'enfant. Soto, ayant enfin retrouvé sa proie, s'avance vers lui. Mais Manny le pousse sur un rocher où une pluie de stalactites l'achève.
Les tigres, désemparés et dépourvus de chef, s'enfuient. Mais Diego est à terre, pour avoir utilisé son propre corps comme bouclier pour protéger Manny. Sur ses injonctions, Manny et Sid le laissent où il est pour atteindre les humains, qui s'éloignent du Pic sans Tête. Manny et Sid les rejoignent, et Manny montre son fils au chef, non sans avoir testé ses intentions premières à la vue du mammouth. Puis il laisse l'enfant marcher vers son père. Avant de partir, cependant,
Manny et Sid font une promesse au bébé, qu'aucun d'entre eux ne l'oubliera, et le chasseur leur fait comprendre qu'il ne pourra jamais oublier le noble geste de Manny. Ensuite, les humains partent avec l'enfant. Alors que Manny et Sid se préparent à partir pour le sud, ils voient Diego, toujours vivant, venu à temps pour faire ses adieux à l'enfant. Enfin Manny, Sid et Diego partent ensemble vers le sud pour échapper au froid. Les dernières paroles qu'on entend de Sid sont : « Vous savez ce qui serait super ? Un réchauffement de la planète ! », faisant prélude à L'Âge de glace 2.
Le film se termine 20 000 ans plus tard : Scrat a gelé avec son gland bien-aimé et, piégé dans un cube de glace qui s'est détaché à la fin de l'âge de glace, flotte dans la mer à le contempler. Échouée, la glace fond progressivement et Scrat, peu à peu libre de ses mouvements, tente d'atteindre le gland qui est tombé à quelques millimètres hors de sa portée. Alors qu'il le touche, le gland est emporté par les vagues de la mer. À ce stade, l'écureuil fou de rage explose sa prison de glace et se cogne la tête sur le tronc d'un palmier, faisant tomber une noix de coco.
Scrat décide de cacher la noix de coco dans le sol, créant des fractures qui, bien qu'il tente de les refermer, finissent dans un volcan, lequel entre en éruption sitôt que les fissures atteignent son sommet. Scrat, penaud, a un bref rire nerveux vers le spectateur.

## Fiche technique
- Titre original : Ice Age
- Titre français : L'Âge de glace
- Titre québécois : L'ère de glace
- Réalisation : Chris Wedge
- Co-réalisation : Carlos Saldanha[2]
- Scénario : Michael Berg (en), Michael J.Wilson, Peter Ackerman avec la contribution de Mike Thurmeier, Galen Tan Chu, James Bresnahan, Xeth Feinberg, Jeff Siergey et Doug Compton d’après une histoire originale de Michael J. Wilson
- Consultants de l’histoire : David Silverman et Jon Vitti
- Storyboard : Enrico Casarosa
- Décors : Brian McEntee
- Montage : John Carnochan
- Musique : David Newman
- Production : Lori Forte, John C. Donkin[3] et Chris Meledandri[4]
- Sociétés de production :Twentieth Century Fox Film Corporation, Blue Sky Studios et Twentieth Century Fox Animation
- Sociétés de distribution : 20th Century Fox UGC Fox Distribution
- Budget : 59 000 000 $ US
- Pays de production :  États-Unis
- Langue originale : anglais
- Format : couleur (Deluxe) — 1,85:1 — son stereo surround
- Genre : animation
- Durée : 81 minutes
- Dates de sortie :
  - États-Unis : 15 mars 2002
  - France : 26 juin 2002
- Dates de sortie DVD :
  - États-Unis : 26 novembre 2002
  - France : 8 janvier 2003

## Distribution

### Voix originales
- Ray Romano : Manny
- John Leguizamo : Sid
- Denis Leary : Diego
- Chris Wedge : Scrat et un dodo
- Goran Visnjic : Soto
- Jack Black : Zeke
- Cedric the Entertainer : Carl, le rhinocéros
- Stephen Root : Frank, le rhinocéros et Start
- Diedrich Bader : Oscar
- Alan Tudyk : Lenny et Dab le chef des dodos
- Lorri Bagley : Jennifer, la femelle paresseux
- Jane Krakowski : Rachel, la femelle paresseux
- Peter Ackerman : l'un des deux Macrauchenia et un dodo
- P. J. Benjamin : un dodo
- Josh Hamilton : un dodo et Aardvark
- Denny Dillon : Glyptodon
- Mitzi McCall : Glyptodon
- Tara Strong : un des bébés Moeritherium (celui qui a un dialogue) et Roshan
- Dann Fink : les dodos

Galerie photo des acteurs
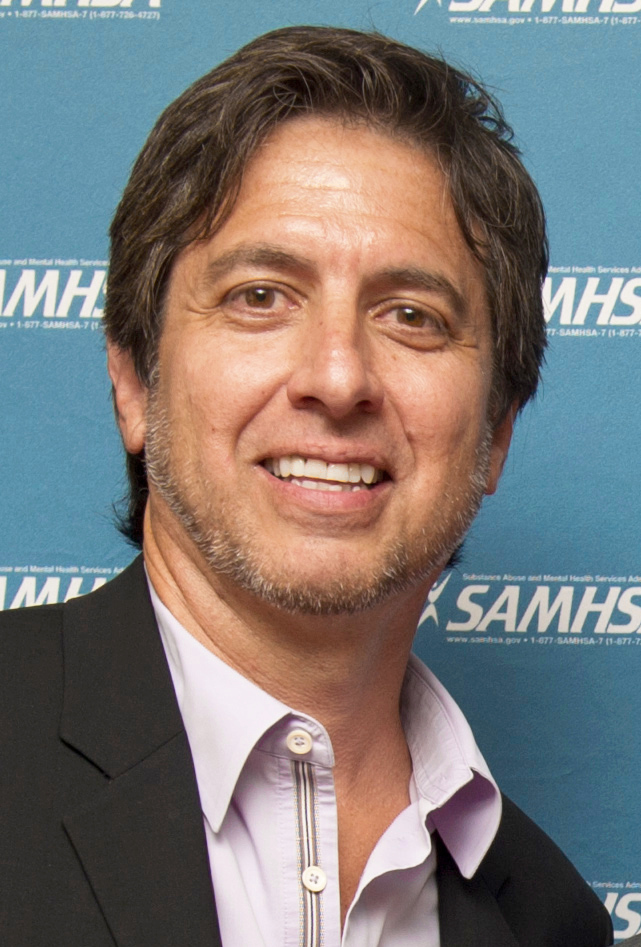
Ray Romano
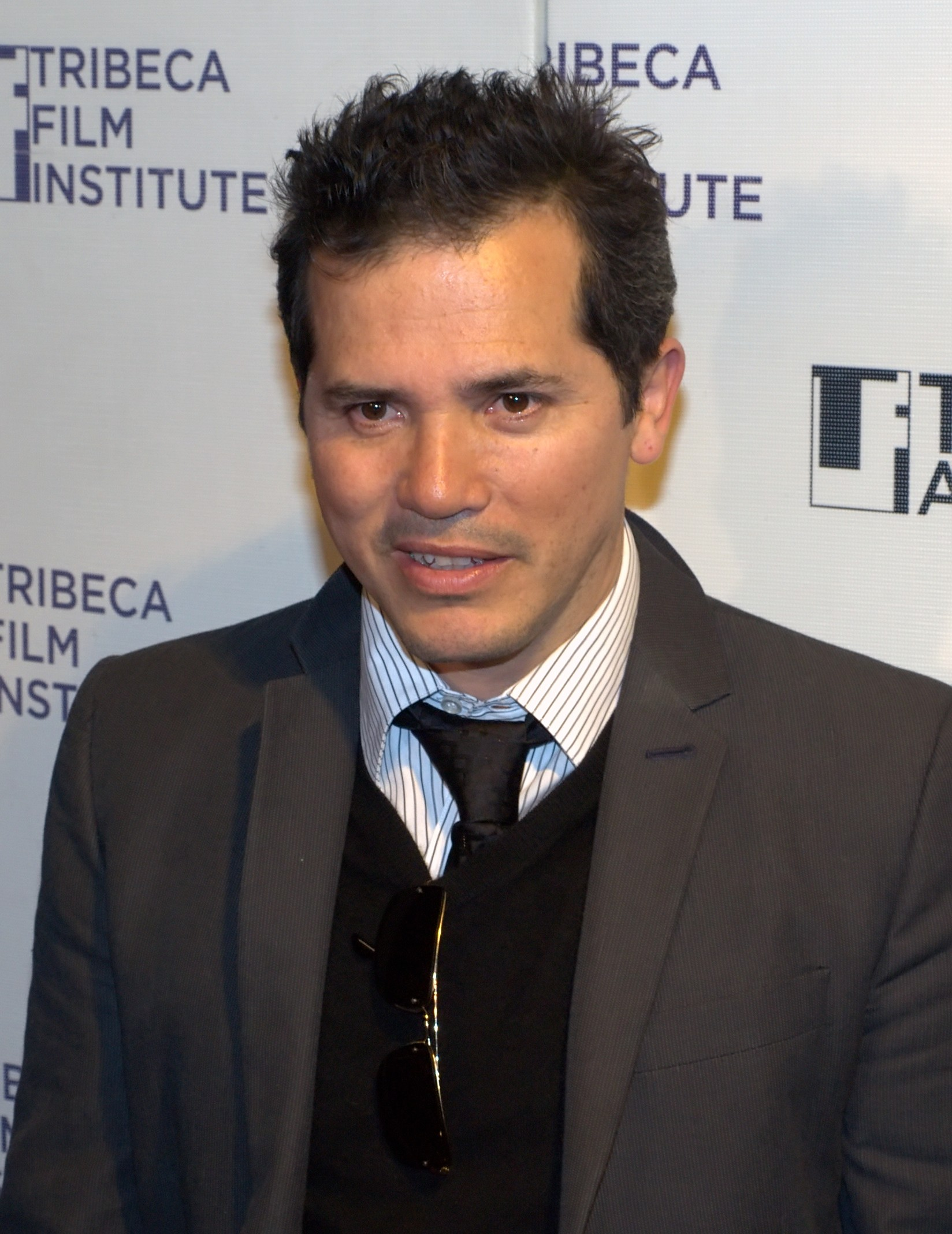
John Leguizamo
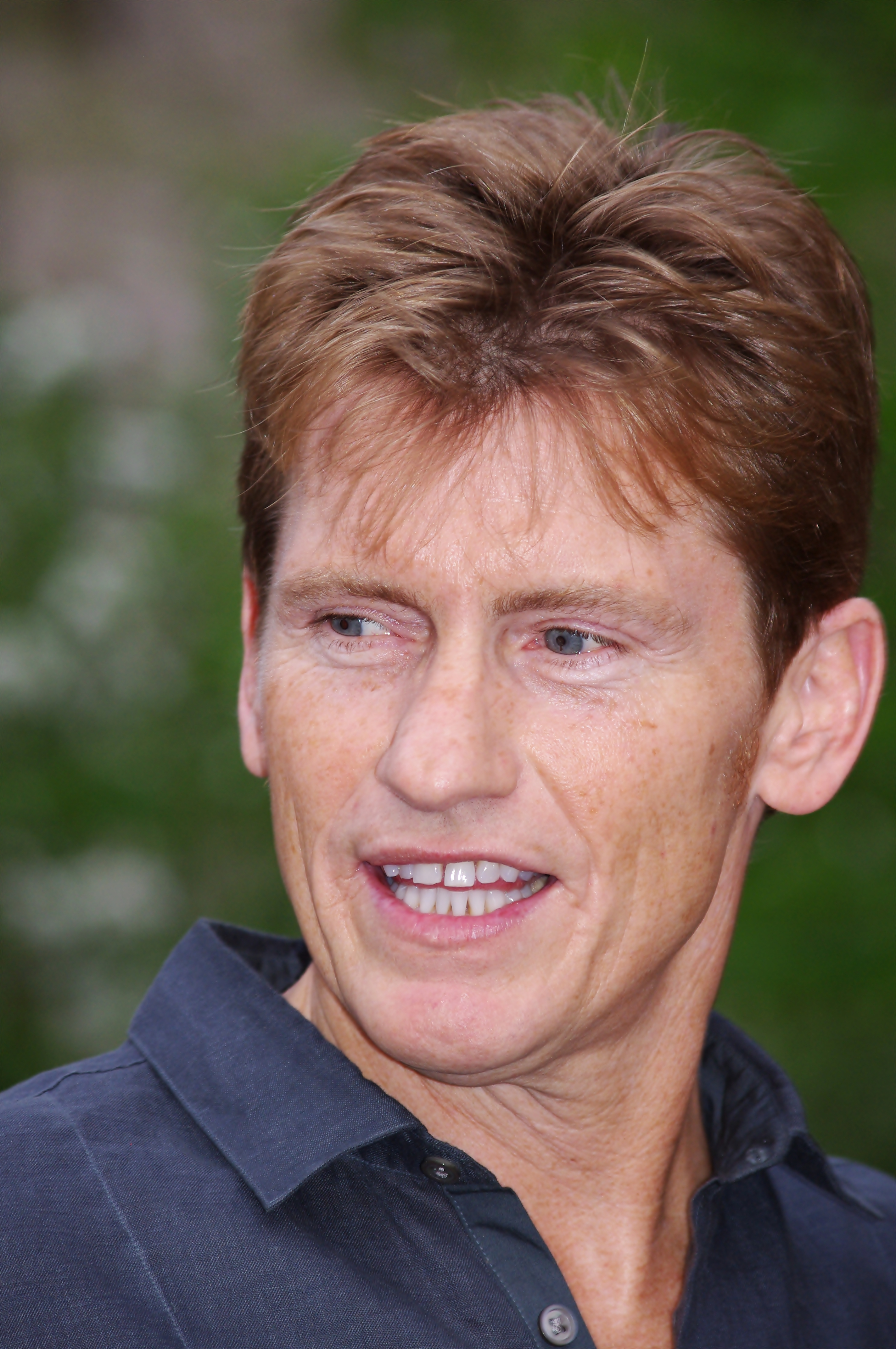
Denis Leary
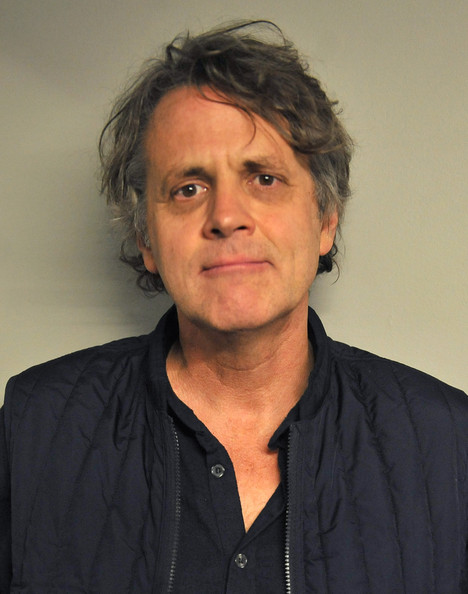
Chris Wedge
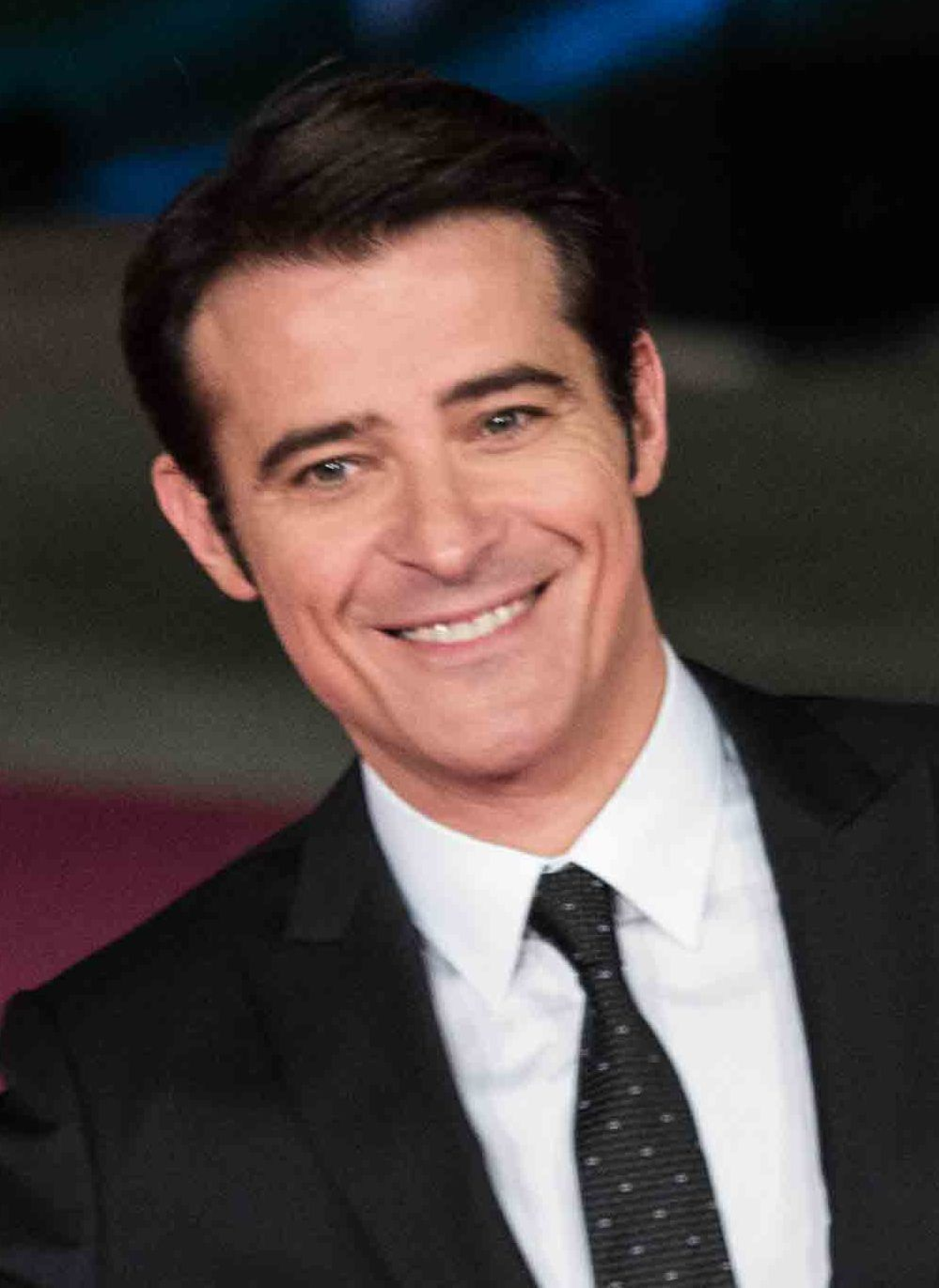
Goran Višnjić
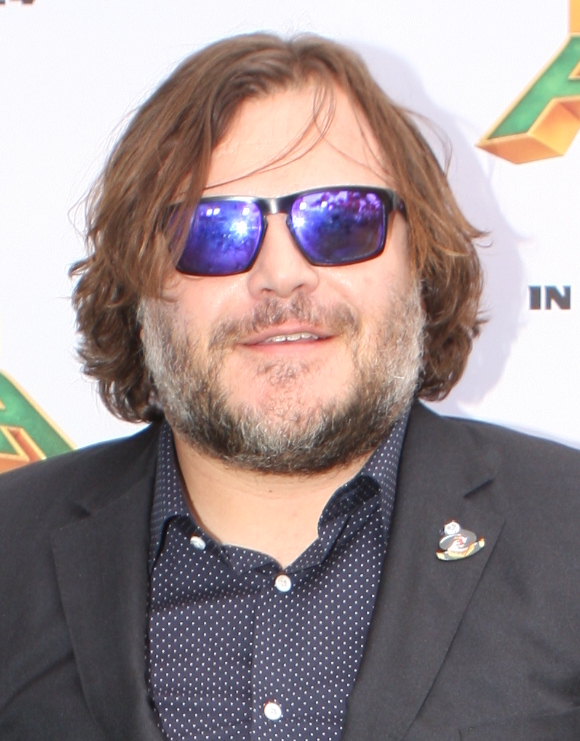
Jack Black
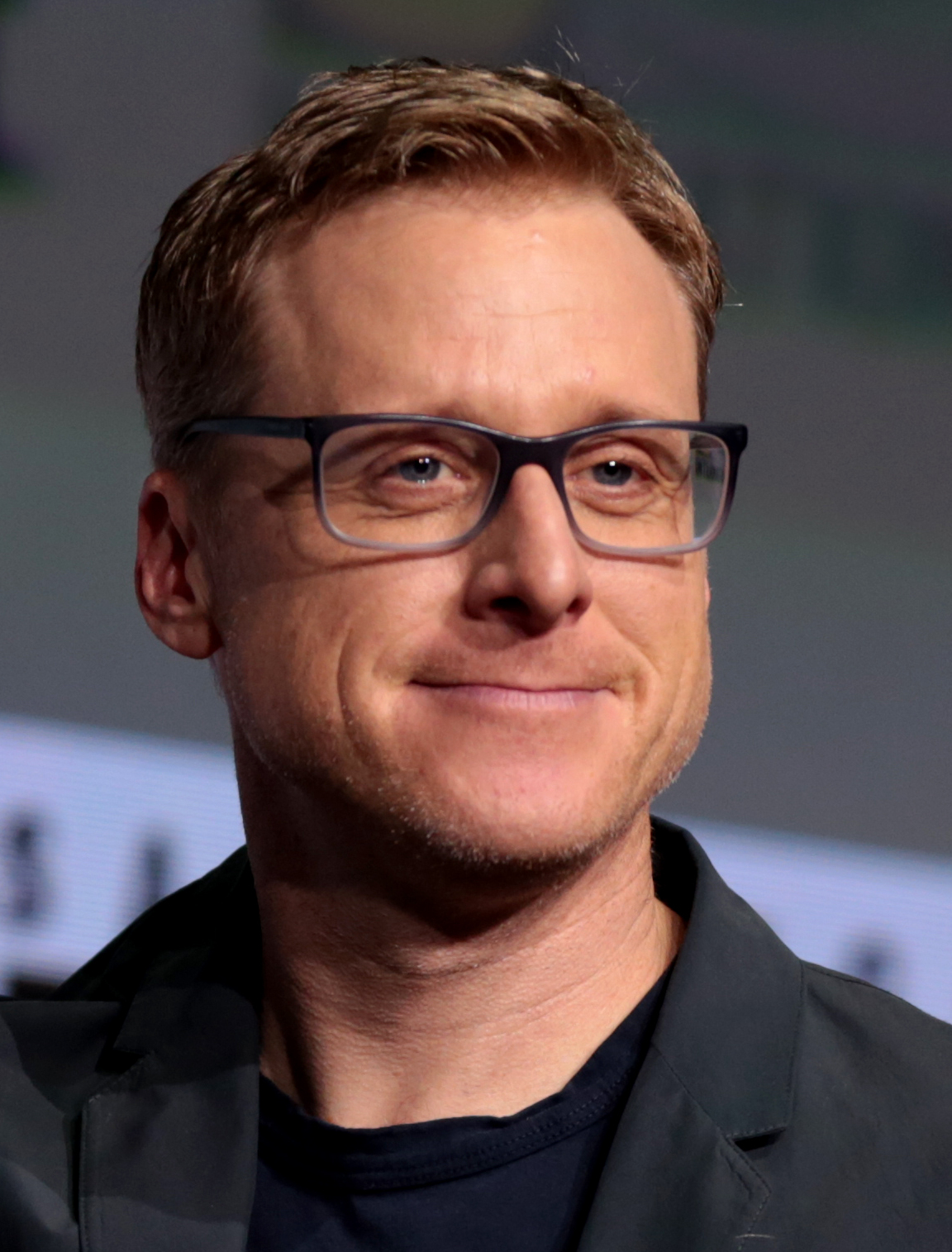
Alan Tudyk
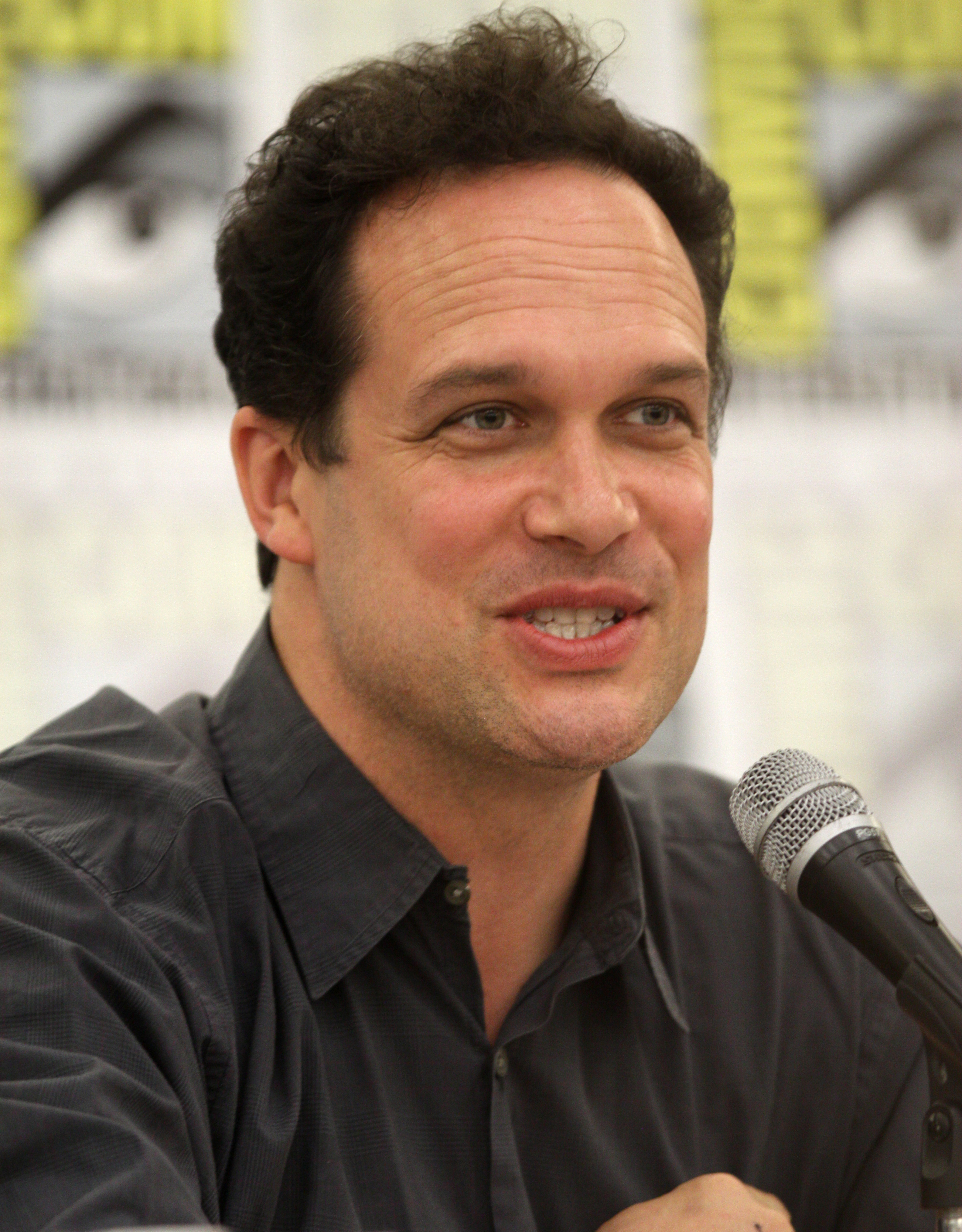
Diedrich Bader
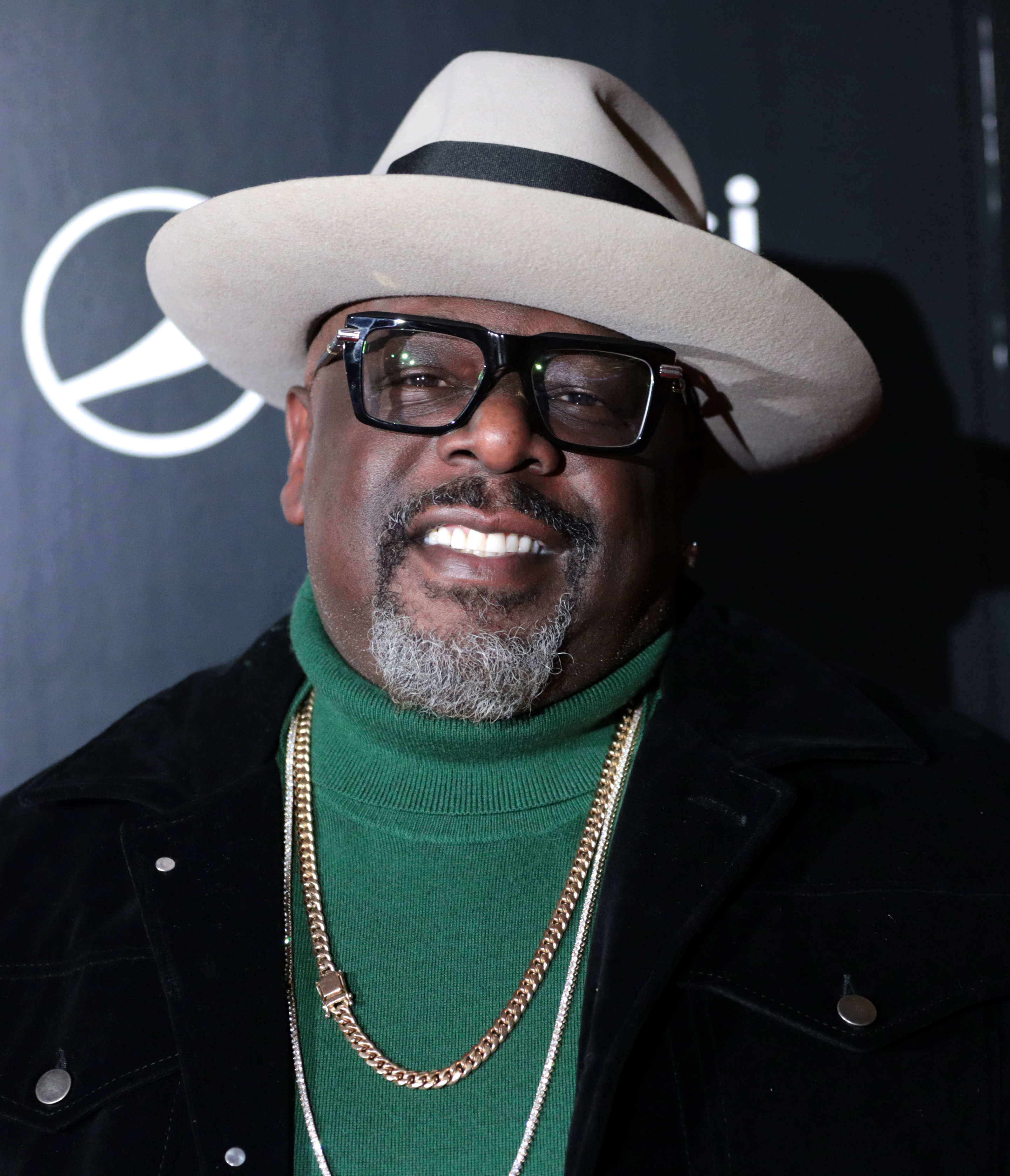
Cedric the Entertainer
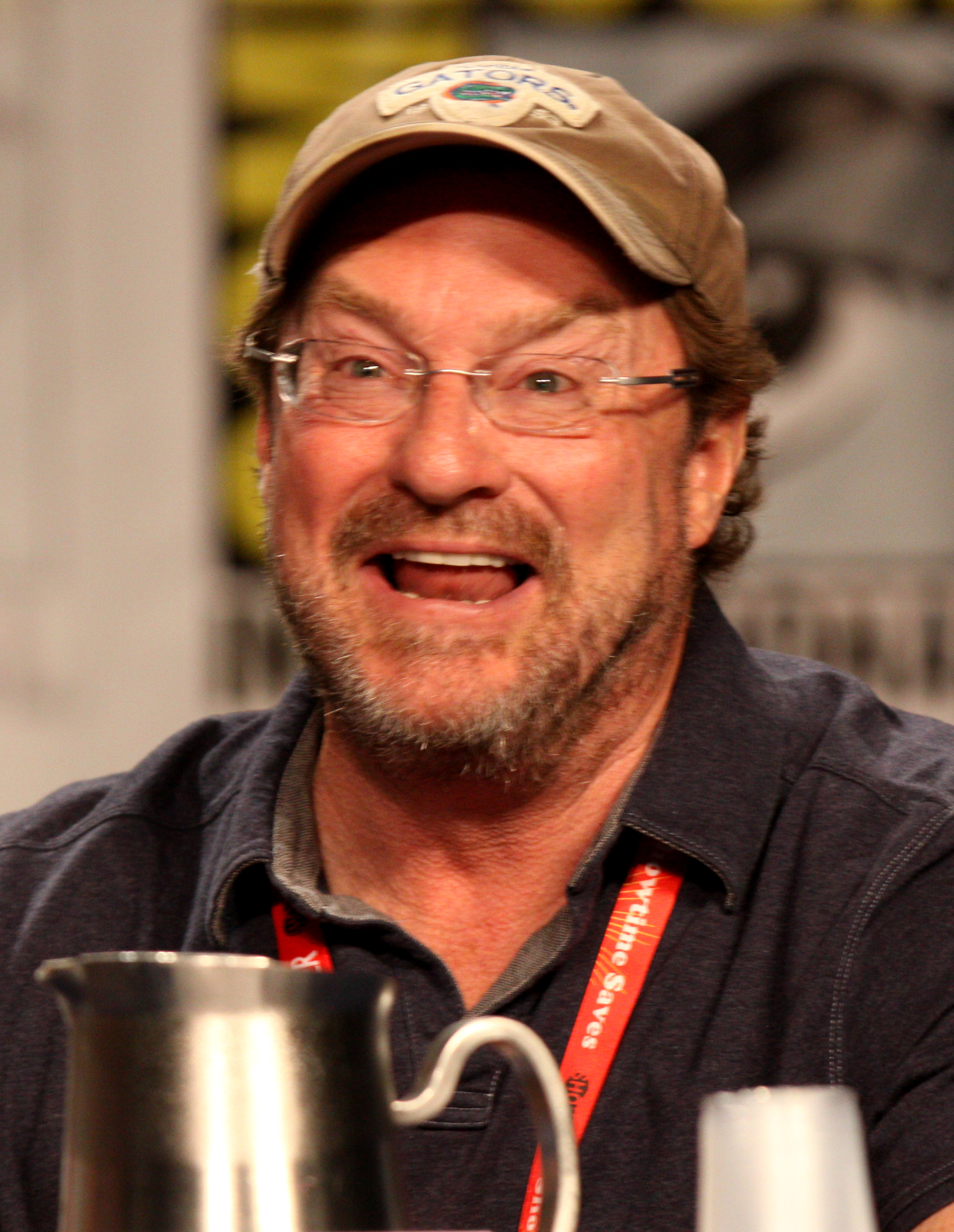
Stephen Root

### Voix françaises
- Gérard Lanvin : Manfred « Manny »
- Élie Semoun : Sid
- Vincent Cassel : Diego
- Chris Wedge : Scrat et un dodo
- Philippe Catoire : Soto
- Michel Mella : Zeke
- Pascal Renwick : Carl, le rhinocéros
- Michel Vigné : Frank, le rhinoceros
- Pierre Dourlens : Oscar
- Armelle Gysen : Jennifer, la femelle paresseux
- Maureen Dor : Rachel, la femelle paresseux
- Boris Rehlinger : l'un des deux Macrauchenia et Dab, le chef des dodos
- Michel Prud'homme : le Moeritherium adulte
- Yoann Sover : les dodos
- Jérémy Prévost : un dodo
- Pascal Nowak : Eddie, le Glyptodon (tatou géant) qui croit voler

## Origine et production
Vers la fin des années 1990, la productrice Lori Forte eut l'idée de faire un film d’animation avec pour thème l’ère glaciaire. Elle approcha les réalisateurs-producteurs Don Bluth et Gary Goldman pour assurer la réalisation de ce film.
Malheureusement, l’échec critique et financier de Titan A.E. a contraint les dirigeants de 20th Century Fox de fermer les locaux du studio 20th Century Fox Animation Studios (il rouvrira en 2005). Cependant, ils furent tout de même convaincus de ce projet de film d’animation. Ils acceptèrent de doubler les effectifs de Blue Sky Studios en fondant leurs espoirs sur leur filiale d’effets spéciaux.
La productrice Lori Forte, épaulée par Christopher Meledandri en tant que producteur exécutif (il fondera plus tard Illumination Entertainment), décide de confier la réalisation de ce film à un de ses amis et collaborateurs les plus proches : Chris Wedge, qui s’est fait connaître en tant que directeur d’animation sur les cafards de Bienvenue chez Joe, ainsi qu’en tant que scénariste-réalisateur du court-métrage oscarisé Bunny. Intéressé par l’histoire du projet, il accepta d’en faire sa première réalisation de long-métrage. Il choisit son ami brésilien Carlos Saldanha pour assurer la co-réalisation du film.
La production démarre en 2000. Le réalisateur fait appel à son ami Peter DeSève pour superviser la création des personnages. Il supervise et définit notamment l’apparence des personnages principaux, Manny, Sid et Diego.
Scrat a été créé et imaginé par Chris Wedge et Carlos Saldanha. Bien qu’il ne figurait pas dans l’histoire originale, les réalisateurs misent tout sur cet écureuil maladroit en espérant qu’il puisse apporter un élargissement sur le comique du film. C’est d’ailleurs le réalisateur Chris Wedge qui lui prête sa voix.
L’animation a représenté un défi de taille pour les animateurs. Comme il s’agissait de leur premier film d’animation, ils durent s’adapter car ils créaient des effets spéciaux pour des films en prises de vues réelles. Manny a été le personnage le plus difficile à animer. Il a été difficile de donner une personnalité à chacun des tigres. L'apparence des humains a été particulièrement difficile à construire.
Parmi les animateurs, se trouve notamment Michael Thurmeier (il co-réalisera le troisième volet avec Carlos Saldanha, co-réalisera avec Chris Renaud le court-métrage nommé aux Oscars Il était une noix et réalisera le quatrième volet avec Steve Martino, réalisera le cinquième volet avec Galen Tan Chu comme co-réalisateur).
Le scénario du film écrit par Michael Berg, Michael J. Wilson et Peter Ackerman, basé sur une histoire originale de Michael J. Wilson, est truffé de scènes amusantes, voire comiques. Elles sont mêlées à une aventure épique, mélangée avec de l’action et du drame, ce qui en fait un film familial.

### Les personnages
Manfred « Manny »
C'est un mammouth taciturne, grognon. En réalité, sa famille a été massacrée par des humains. Le surnom « Manny » lui est donné par Sid au cours du film.
Diego
C'est un tigre à dents de sabre un smilodon, peu enclin à montrer ses émotions. Il était le larbin préféré de Soto.
Sid
Paresseux un peu foufou devenu l'ami de Manny et de Diego.
Scrat
C'est l'écureuil à dents de sabre dont la seule préoccupation est la quête d'un gland en prévision de temps plus durs. Victime d'hilarantes mésaventures, de sa surprenante stupidité et de son incroyable persévérance, il croise le parcours du trio par hasard, mais a une importance considérable dans le dénouement des événements.
Dodos
Le trio croise un groupe de dodos s'organisant pour survivre à la glaciation mais leur stupidité cause la mort de la plupart d'entre eux.
Soto
Le chef du clan des tigres a dents de sabre et principal antagoniste du film. Il est montré comme un personnage sombre, toujours poli, suave et machiavélique. Soto rêve de se venger des humains, comme Shere Khan, en prenant un bébé pour encas. Il monte une embuscade dans leur village pour récupérer l'enfant. Cependant, cela échoue lorsque ce dernier tombe dans une cascade avec sa mère. Soto envoie Diego récupérer le bébé puis se rapatrie avec les autres fauves vers le Pic sans Tête. Après le retour de Diego, il se fait prendre à une ruse de Sid, puis il tente d'abattre Manny. Mais Diego le trahit. Furieux, il réussit à blesser Diego et à le mettre à terre. Il « meurt » empalé par des stalactites après que Manny le projette contre une paroi, le choc ayant fait tomber les stalactites. Il s'agit du seul personnage dans toute la saga dont la mort n'est pas montrée mais seulement suggérée (contrairement aux poissons du 2e film et au capitaine Gutt dans le 4e film).

## Bande originale
La version japonaise a une chanson thème appelée "Hitoshizuku" de Zone, qui se traduit par "une seule goutte de larmes".

## Autour du film

### Inexactitudes historiques et géographiques
Le film comporte un certain nombre d'anachronismes et d'erreurs, que les auteurs justifient par la licence artistique.
Globalement, le film, semble se dérouler en Amérique (montrant des Mammouths, Megalonyx, Smilodons, etc.), mais à une époque où les premiers humains avaient commencé à investir ce continent depuis le détroit de Béring. Cela situerait donc l'action entre le début de la présence humaine en Amérique il y a 30 000 ans et la fin du dernier âge glaciaire il y a 11 700 ans.
En revanche, d'autres détails sont inexplicables:
- le dodo vivait uniquement à l'île Maurice
- Stonehenge est situé en Angleterre et n'a pas pu être érigé avant -2800.